# Обикновена саймири
Обикновена саймири или катерича маймуна (Saimiri sciureus) е вид бозайник от разред Примати (Primates), семейство Капуцинови (Cebidae). Той се среща в горите на басейна на Амазонка в Южна Америка. Видът е незастрашен от изчезване.

## Хранене
Храни се с плодове, зеленчуци, насекоми и дребни гръбначни животни, като например дървесни жаби.